# ببغاء النسر
ببغاء النسر (الاسم العلمي: Psittrichas fulgidus)، هو العضو الوحيد من جنسه، وجنسه الوحيد من أسرة الببغاوات النسرية. يستوطن في التلا، وجبال الغابات المطيرة في غينيا الجديدة.